# Qvitt Holmgren
Frithiof Karl Nils Qvitt Holmgren, född 7 maj 1914 i Stora Kopparberg, död 21 augusti 1985 i Simrishamn, var en svensk radiojournalist.

## Biografi
Qvitt Holmgren växte upp i Nacka och tog studentexamen i Saltsjöbadens samskola. Han studerade vid teaterskolor, först i London och sedan för Gabriel Alw och Julia Håkansson i Sverige. Han fick roller på Nya Teatern i Stockholm och Svenska Teatern i Åbo.
1943 blev Holmgren hallåman och reporter på Radiotjänst och kom att arbeta med intervjuer, socialreportage och kultur. När radions underhållningsavdelning startade 1945 bestod den av honom, Povel Ramel, Per-Martin Hamberg och en sekreterare. På 1960-talet verkade han också en tid som nyhetspresentatör i televisionens Aktuellt. 1968 flyttade han till Simrishamn men fortsatte som anställd vid Sveriges Radio fram till pensioneringen. Därifrån gjorde han en lång serie litteraturprogram, Veckans klassiker, och reportage från Österlen.

## Musiker mm
Vid sidan om sitt arbete på radion uppträdde Qvitt Holmgren som vissångare, ofta till eget ackompanjemang på gitarr eller luta, skrev egna visor och tonsatte dikter av Harriet Löwenhjelm och Stig Dagerman. Han skrev svensk text till Old MacDonald had a farm - Per Olsson och hans bonnagård (1947). 1949 spelade han in en skiva, på den ena sidan Den gamla kvarnen, en översättning av den franska visan Maître Pierre, och på den andra Spökryttarna efter Stan Jones Ghost Riders in the Sky. 
Holmgren medverkade 1971 i ett avsnitt av radions och televisionens adventskalender Broster Broster. 

## Teater

### Roller
| År   | Roll       | Produktion                                | Regi             | Teater      |
| ---- | ---------- | ----------------------------------------- | ---------------- | ----------- |
| 1938 | Berry      | Vi gentlemän (This Was a Man) Noël Coward | Sandro Malmquist | Nya Teatern |
| 1938 | Preston    | Virveln (The Vortex) Noël Coward          | Sandro Malmquist | Nya Teatern |
| 1938 | Kvartetten | Lyckan kommer, revy Alf Henrikson         | Sandro Malmquist | Nya Teatern |